# شیانگ جینگ‌یو
شیانگ جینگ‌یو (چینی: 向警予)(زادهٔ: ۴ سپتامبر ۱۸۹۵)(درگذشته: ۱ مهٔ ۱۹۲۸)(نام پیش از ازدواج شیانگ جون‌شیان بوده است)، یکی از نخستین اعضای زن حزب کمونیست چین (CCP) و به‌طور گسترده به‌عنوان پیشگام جنبش زنان در چین شناخته می‌شود.

## اوایل زندگی
شیانگ جینگ‌یو در تاریخ ۴ سپتامبر ۱۸۹۵ در ژوپو، استان هونان متولد شد. پدرش، شیانگ روی‌لینگ، تاجری موفق بود که احتمالاً از قومیت توجیا بوده است. مادرش، دِنگ یوگوی، زمانی که شیانگ جینگ‌یو هنوز کودک بود، درگذشت. او ده خواهر و برادر داشت. یکی از برادرانش، شیانگ شیانیو، که در ژاپن تحصیل کرده بود، رهبر تونگ‌منگهوی در غرب هونان بود و در سال ۱۹۰۳ یک مدرسه ابتدایی در ونچانگگه تأسیس کرد. شیانگ جینگ‌یو (که در آن زمان به نام شیانگ جون‌شیان شناخته می‌شد) تحت تأثیر برادرش در این مدرسه حضور یافت و به اولین دختری تبدیل شد که در دوران امپراتوری چین به تحصیل در مدرسه پرداخت.
شیانگ جینگ‌یو پس از سقوط سلسله چینگ و وقوع انقلاب شینهائی در سال ۱۹۱۱، به چانگشا رفت. او نام خود را به «شیانگ جینگ‌یو» تغییر داد و ابتدا در اولین مدرسه عالی زنان هونان تحصیل کرد، سپس این مدرسه را ترک کرد و به مدرسه زنان ژو نان رفت. در این دوره، شیانگ جینگ‌یو به مسائل دولتی توجه ویژه‌ای نشان می‌داد. زمانی که توافق بیست و یک خواسته امضا شد، او و دیگر دانش‌آموزان در خیابان‌ها سخنرانی کرده و تلاش می‌کردند تا حس وطن‌پرستی را در مردم چین برانگیزند. پس از فارغ‌التحصیلی از مدرسه زنان ژو نان، شیانگ جینگ‌یو به زادگاه خود بازگشت. او بر این باور بود که آموزش می‌تواند چین را نجات دهد، بنابراین با حمایت برخی از پیشگامان محلی، مدرسه ابتدایی ژوپو را تأسیس کرد. به‌عنوان مدیر این مدرسه، او جوانان پیشرویی را به‌عنوان معلم استخدام کرد. این مدرسه از دیگر مدارس متفاوت بود زیرا در آن به دانش‌آموزان مطالب و ایده‌های نوین آموزش داده می‌شد. در ابتدا، تنها یک کلاس و تعداد کمی دانش‌آموز داشت، اما تعداد دانش‌آموزان به‌سرعت افزایش یافت و به حدود ۳۰۰ نفر رسید.
در آوریل ۱۹۱۸، پس از تأسیس «انجمن آکادمیک شهروندان نوین» توسط مائو تسه‌تونگ و کای هسن در هونان، شیانگ جینگ‌یو تصمیم گرفت فعالیت‌هایش را در خارج از زادگاهش ادامه دهد؛ بنابراین به پکن رفت و با کای یوان‌پِی، رئیس دانشگاه پکن، دیدار کرد. در پکن، او با کای هسن آشنا شد و رابطه‌ای دوستانه با او برقرار کرد.
در ژوئیه ۱۹۱۹، شیانگ جینگ‌یو به دعوت کای هسن به چانگشا رفت تا در اجرای جنبش کار و تحصیل هونان در فرانسه همکاری کند. در دسامبر همان سال، شیانگ جینگ‌یو، کای هسن، کای چانگ، مادر کای هسن و چند نفر دیگر به فرانسه رفتند و به‌عنوان دانشجویان نیمه‌وقت چینی مشغول به تحصیل شدند. شیانگ جینگ‌یو در دانشگاه زنان مونتارژی تحصیل کرد و در این مدت آثار کارل مارکس را مطالعه کرد و به باورهای مارکسیسم و کمونیسم گرایش یافت. در ماه مه ۱۹۲۰، او با کای هسن ازدواج کرد.

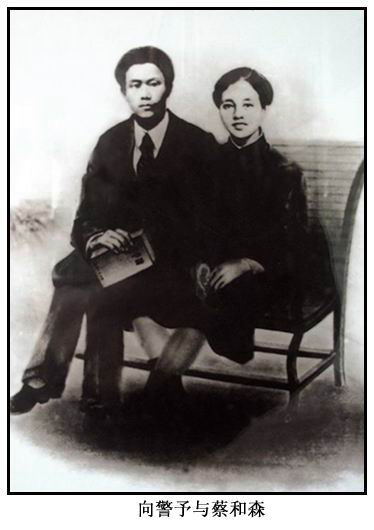
عکس عروسی شیانگ جینگ‌یو و کای هسن

در دوران تحصیل در فرانسه، شیانگ جینگ‌یو به وضعیت چین و جهان توجه داشت.

## راه انقلاب
در سال ۱۹۲۱، به دلیل درخواست حقوق تحصیلی و زندگی، دانشجویان نیمه‌وقت از فرانسه اخراج شدند. شیانگ جینگ‌یو در همان سال به چین بازگشت. در فوریه ۱۹۲۲، شیانگ جینگ‌یو به حزب کمونیست چین پیوست و به یکی از نخستین اعضای زن این حزب تبدیل شد. در ژوئیه همان سال، او به‌عنوان نخستین زن به عضویت کمیته مرکزی حزب کمونیست چین انتخاب شد و اولین مدیر دفتر زنان حزب شد. او تلاش کرد تا با کارگران زن، به‌ویژه در صنعت ابریشم، ارتباط برقرار کند و برای زنان چین مطالب متعددی نوشت که در آن‌ها از آنان خواست تا برای آزادی و اتحاد تلاش کنند.
با تشکیل جبهه متحد با کومینتانگ در سال ۱۹۲۳، شیانگ جینگ‌یو به‌عنوان سردبیر دوم روزنامه جمهوری‌خواه، که وابسته به کومینتانگ بود، فعالیت کرد. در ژوئن ۱۹۲۳، در کنگره ملی سوم خلق، او دوباره به عضویت کمیته مرکزی انتخاب شد و به‌عنوان اولین دبیر کمیته جنبش زنان منصوب گردید. شیانگ لایحه‌ای برای جنبش زنان تدوین کرد که توسط کنگره تصویب شد. این لایحه بیان می‌کرد که یکی از وظایف کلیدی دفتر زنان حزب، تأثیر بر «جنبش عمومی زنان» است. برخی از اعضای حزب همکاری با این گروه را به دلیل «بورژوا» بودن آن محکوم کردند. شیانگ گاه از رویه‌های مردسالارانه درون حزب کمونیست نیز انتقاد می‌کرد.
در سال ۱۹۲۴، او رهبری اعتصابی را برعهده گرفت که حدود ده هزار کارگر زن از کارخانه‌های ابریشم در آن شرکت کردند. سپس، شیانگ جینگ‌یو کمیته آزادی زنان را تأسیس کرد و تعداد زیادی کادر زن را آموزش داد که بعدها به نیرویی علیه فئودالیسم و امپریالیسم تبدیل شدند.
در ژانویه ۱۹۲۵، شیانگ جینگ‌یو برای سومین بار به عضویت کمیته مرکزی انتخاب شد. او نقش کلیدی در اعتصابات و اعتراضات جنبش سی‌ام مه سال ۱۹۲۵ داشت. اما به دلیل رابطه‌ای که با پنگ شوجی، عضو حزب کمونیست، برقرار کرده بود، برخی از اعضای حزب او را فاقد فضیلت اخلاقی دانستند و مجبور به استعفا از کمیته مرکزی و دفتر زنان حزب شد. اختلافات سیاسی بین پنگ، که حامی سرسخت رئیس حزب چن دوشیو بود، و کای، که خواهان استقلال سیاسی بیشتری بود، در این مسئله مؤثر بود.
در اکتبر همان سال، شیانگ جینگ‌یو و کای هسن برای تحصیل به دانشگاه کارگری کمونیست شرق در مسکو فرستاده شدند و رابطه آن‌ها به‌طور دائم به پایان رسید. در مارس ۱۹۲۷، شیانگ جینگ‌یو به چین بازگشت. در ۱۲ آوریل، چیانگ کای‌شک جنگ ضدکمونیستی خود را در شانگهای آغاز کرد و شیانگ جینگ‌یو تصمیم گرفت به ووهان بگریزد و در اداره تبلیغات فدراسیون اتحادیه‌های کارگری ووهان فعالیت کند. دولت ملی‌گرای ووهان تحت رهبری وانگ جینگ‌وی در ژوئیه کمونیست‌ها را اخراج کرد. با وجود خطرات، شیانگ جینگ‌یو در ووهان ماند و به ویرایش مجله چانگ جیانگ و کمک به جنبش کارگران و حزب زیرزمینی ادامه داد.

### مرگ
در ۲۰ مارس ۱۹۲۸، شیانگ جینگ‌یو در منطقه کنسولگری فرانسه در ووهان به دلیل خیانت برخی از اعضای گروهش دستگیر شد. مقامات فرانسوی او را در ماه آوریل به دولت ملی‌گرا تحویل دادند. در اول ماه مه همان سال، شیانگ جینگ‌یو توسط پلیس اعدام شد.